# بوعرفه، مراکش
بوعرفه (به فرانسوی: Bouarfa) یک شهر در مراکش است که در استان فکیک واقع شده‌است. بوعرفه ۲۸٬۸۴۶ نفر جمعیت دارد و ۱٬۱۷۴ متر بالاتر از سطح دریا واقع شده‌است.